# 奨学院
奨学院（しょうがくいん）とは、平安時代の大学別曹の一つ。大学別曹とは、平安時代の貴族（公家）の教育機関である。

## 概要

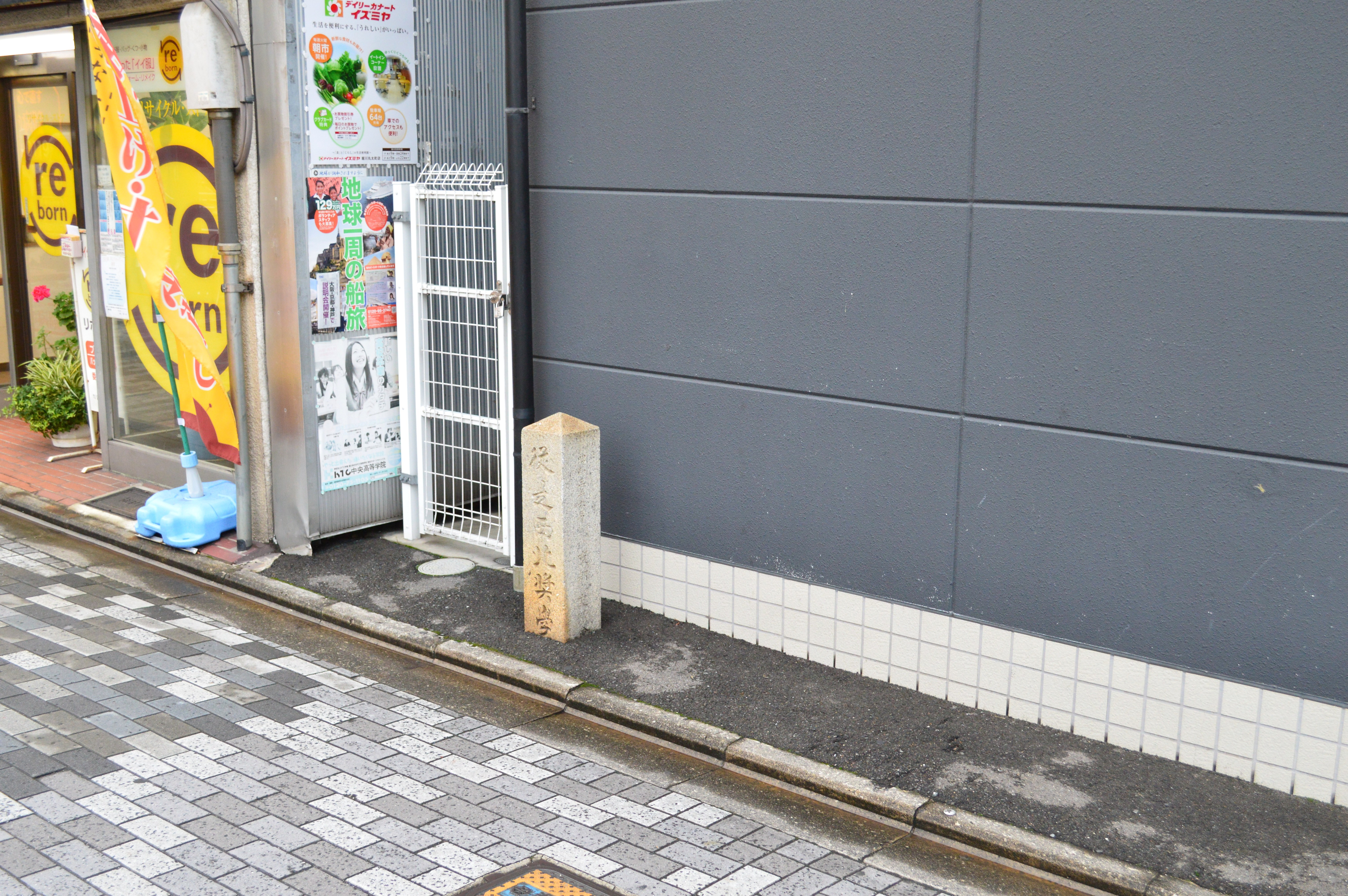
奨学院阯碑（京都市中京区西ノ京南聖町）

奨学院は、881年（元慶5年）、在原行平が創設した。奨学院の位置は左京三条、大学寮の南、勧学院の西で、現在の京都府京都市中京区西ノ京南聖町。奨学院には、皇親、諸王、皇別氏族（源氏・平氏・在原氏など）一族、すなわち王氏の子弟が寄宿し、大学寮に通った。900年（昌泰3年）には大学寮南曹として公認され、勧学院と並び「南曹の二窓」と称された。奨学院の運営は勧学院に倣い、別当（校長にあたる）、学頭（学生の首席）などの役職が置かれた。大学別曹は、貴族の衰勢と共に衰微する。平安時代末期の12世紀頃には、奨学院も他の大学別曹と同様、衰微した。
その後も奨学院別当職は、名誉職として残る。奨学院別当職は、源氏長者が兼務する慣例となり、結果として村上源氏の者が淳和院別当職と共に世襲した。のちに足利義満が清和源氏として初めて源氏長者になり両院別当を兼ね、以後もしばしば源氏長者になった足利将軍が兼務した。徳川幕府を開いた徳川家康もこれに倣い、秀忠を除く歴代将軍が源氏長者となったため、幕末まで将軍による源氏長者・奨学院別当職・淳和院別当職の世襲が続いた。